# Moerisia gemmata
Moerisia gemmata är en nässeldjursart som först beskrevs av James Cunningham Ritchie 1915.  Moerisia gemmata ingår i släktet Moerisia och familjen Moerisiidae. Inga underarter finns listade i Catalogue of Life.